# أولاد ملوك (الرميلة)
أولاد ملوك هي إحدى مشيخات المملكة المغربية، تتبع جغرافيا لإقليم بولمان وإداريًا لالرميلة. يقدر عدد سكانها بـ 3442 نسمة حسب الإحصاء الرسمي للسكان والسكنى لسنة 2004.